# Muhazi
Muhazi (Kinyarwanda Umurenge wa Muhazi) ist einer von 14 Sektoren des Distrikts Rwamagana in der Ostprovinz von Ruanda.

## Geographie
Der Sektor Muhazi hat eine Fläche von 57,6 km². Er setzt sich aus den neun Zellen Byeza, Kabare, Karambi, Karitutu, Kitazigurwa, Murambi, Nsinda, Ntebe und Nyarusange zusammen. Nachbarsektoren sind im Norden Rukara, im Nordosten Gahini, im Osten Mukarange, im Südosten Nyamirama und Ruramira, im Süden Kigabiro und im Westen Gishali. Im Norden liegt der Sektor am Muhazi-Stausee.

## Bevölkerung
Nach Stand der Volkszählung von 2022 liegt die Einwohnerzahl bei 53.482. Zehn Jahre zuvor waren es 29.505, was einem jährlichen Bevölkerungszuwachs von 6,1 Prozent zwischen 2012 und 2022 entspricht.

## Verkehr
Durch den Süden des Sektors verläuft die Nationalstraße 4.